# ویلیام بلک‌استون

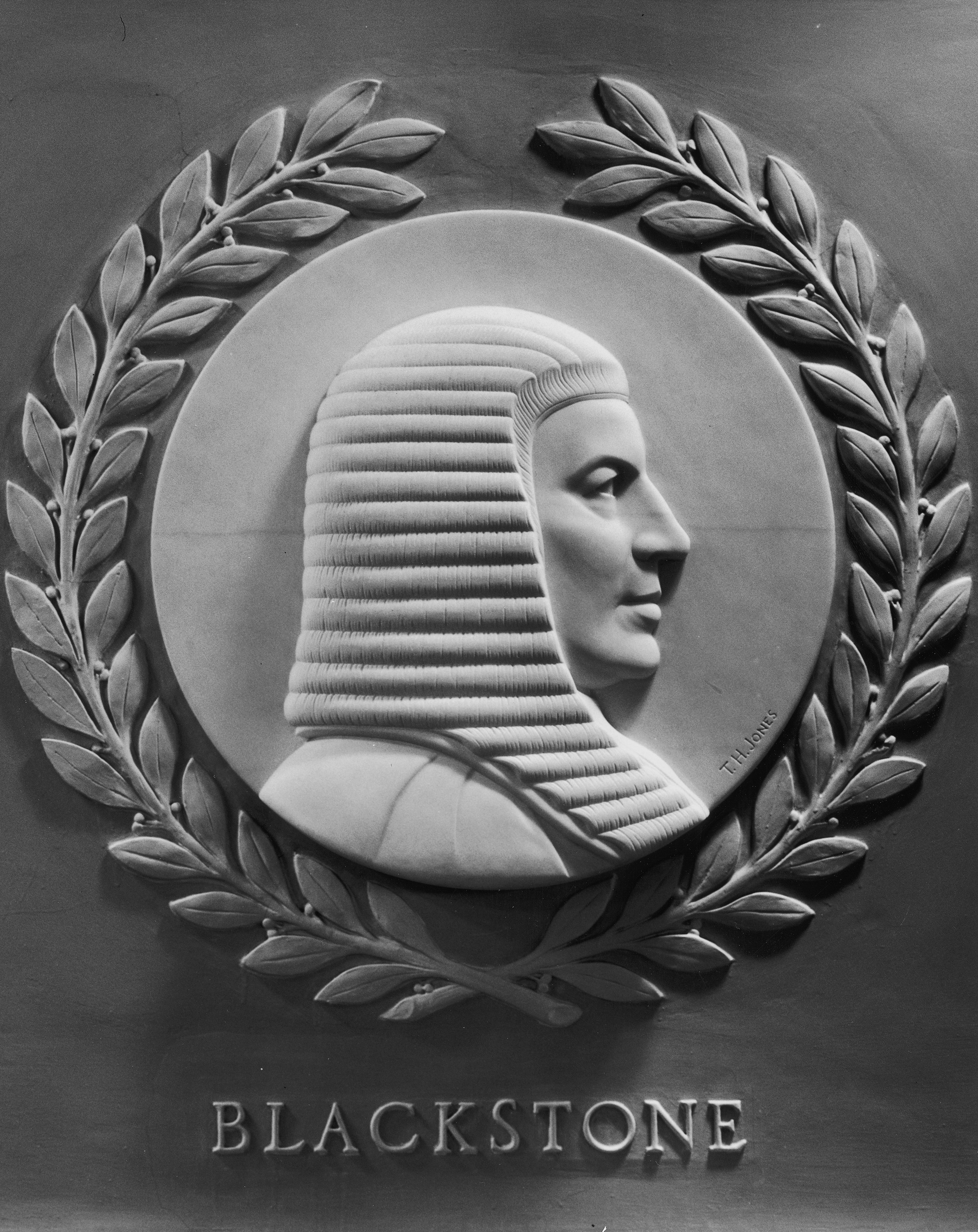
نقش‌برجسته ای از ویلیام بلک‌استون در مجلس نمایندگان ایالات متحده آمریکا برای گرامیداشت یاد او به عنوان یکی از ۲۳ شخصیت برجستهٔ جهان در امر قانونگذاری در سرتاسر تاریخ.

ویلیام بلک‌استون (انگلیسی: William Blackstone; ۱۰ ژوئیهٔ ۱۷۲۳ – ۱۴ فوریهٔ ۱۷۸۰) یک قاضی، استاد دانشگاه، وکیل، و سیاست‌مدار اهل پادشاهی بریتانیای کبیر بود.